# Susan Pitt
Susan Kay Pitt (* 18. Juni 1948 in Trenton; † 22. November 2024 in Milwaukee), auch bekannt unter ihrem Ehenamen Susan Anderson, war eine US-amerikanische Schwimmerin und Weltrekordhalterin. Sie lebte bei ihren Eltern Larry und Kay in Highland Park, NJ in der Zeit, in der sie Wettkämpfe bestritt.

## Sportliche Laufbahn
1963 besuchte Pitt die Highland Park High School. Kurz nach ihrem 15. Geburtstag stellte Pitt am 27. Juli 1963 einen neuen Weltrekord im 200-Meter Schmetterling (Langstrecke) mit 2:29.1 auf, den sie bis 1964 hielt, bevor sie von Sharon Stouder geschlagen wurde.
Mit 16 Jahren vertrat Pitt die Vereinigten Staaten bei den Olympischen Sommerspielen 1964 in Tokio, Japan. Sie schwamm für das Gold gewinnende US-Team in den Vorläufen der Frauen 4 × 100 Meter-Lagenstaffel. Im Gegensatz zu heute kam sie für eine Medaille nach den internationalen Schwimmregeln von 1964 nicht in Frage, da sie nicht am Finale teilgenommen hat.
Gegen Ende des Schuljahres von 1965 wurde Pitt von der New Jersey High School Interscholastic Athletic Association (NJSAA) und der beinahe ausschließlich aus Männern bestehenden Sportredaktion zur High-School-Sportlerin des Jahres ernannt. Als sie auftauchte um ihren Preis entgegenzunehmen, übergab man ihr diesen abseits der Lobby, außerhalb des gewohnten Rampenlichts, das männliche Athleten wie Joe Theismann genossen, der im vorherigen Jahr gewann.
1966 besuchte Pitt die University of Vermont. Sie unterbrach das Schwimmen für ein Jahr, da es für weibliche Schwimmerin keine Möglichkeiten vor Ort gab. Nachdem sie sich aber die Ergebnisse der nationalen Schwimmmeisterschaften im Sommer 1967 ansah, entschied sie, sie habe eine Chance in das Olympische Team von 1968 zu kommen. Pitt wechselte von Vermont zur Rutgers University und trainierte mit der Männermannschaft. Mit 20 Jahren wurde sie als zweitälteste Frau des  Olympiateams 1968 zur Teamkapitänin ernannt.
Am 22. Juni 1973 (mit 25 Jahren) stellte Pitt den Rekord im 200-Meter Einzel Lagen (Langstrecke) bei den US Masters Swimming (USMS) auf, mit einer Zeit von 2:50.50.
Pitt starb am 22. November 2024 an einem Glioblastom im Alter von 76 Jahren.